# Джагаров, Георгий
Георгий Джагаров (болг. Георги Джагаров; 14 июля 1925, Бяла — 30 ноября 1995, София) — болгарский драматург, поэт, политик, председатель Союза болгарских писателей.
Занимал в течение 18 лет должность заместителя председатеря Государственного совета Болгарии — высшего государственного органа НРБ.

## Биография
Получив основное (прогимназиальное) образование в 1940 году, Георгий Джагаров стал членом Рабочего молодёжного союза,. С 1944 года — член Болгарской коммунистической партии. Будучи ещё студентом, он был приговорен к 15 годам тюрьмы за антифашистскую деятельность; был освобождён только после успешного восстания во главе с коммунистами.
В 1951 году Джагаров окончил Литературный институт имени А. М. Горького в Москве. Вернувшись в Болгарию, он стал редактором еженедельника «Литературный фронт» и драматургом Молодёжного театра. С 1966 по 1972 год Джагаров был председателем Союза болгарских писателей.
В годы правления Тодора Живкова он был его неофициальным доверенным лицом и входил в группу его близких единомышленников, известных как «товарищи по охоте».
С 1971 по 1986 год Джагаров руководил «Советом по развитию духовных ценностей общества» при Государственном совете. В 1985 году он возглавлял болгарскую делегацию, посетившую в Ватикане папу римского Иоанна Павла II.
Джагаров умер от рака в военном госпитале в Софии. В 2004 году Союз болгарских писателей учредил поэтическую премию, названную его именем.
Одна из самых известных его пьес — «Государственный обвинитель», переведённая на английский язык Чарльзом Перси Сноу. Впервые она была поставлена в 1964 году на Третьем национальном смотре болгарского театра.